# Alfred Schmidt (Politiker, 1880)
Alfred Schmidt (* 13. November 1880 in Karlsruhe; † 14. Juni 1956 in Bad Reichenhall) war ein deutscher Politiker und von 1928 bis 1933 Oberbürgermeister der Stadt Mülheim an der Ruhr (1928–1930 zunächst kommissarisch).

## Leben
Er wuchs in Karlsruhe als Sohn des dortigen Gaswerksdirektors auf. Nach dem Besuch des Gymnasiums studierte Alfred Schmidt Rechtswissenschaften in Heidelberg, Berlin sowie Freiburg und schloss sein Studium mit der Promotion ab. Während seines Studiums wurde er Mitglied beim Verein Deutscher Studenten Freiburg. Schmidt war Direktor der Steuerverwaltung in Berlin-Charlottenburg, bevor er 1913 nach Mülheim an der Ruhr wechselte. Hier arbeitete er als Beigeordneter unter Oberbürgermeister Paul Lembke.
Beim Spartakusaufstand 1919 und während der Ruhrbesetzung 1923–1925 konnte er durch sein Verhandlungsgeschick größeren Schaden von der Stadt Mülheim und der Mülheimer Bevölkerung abwenden. Nach dem Ausscheiden vom Lembke aus dem Amt des Oberbürgermeisters übernahm Alfred Schmidt dessen Aufgaben zunächst kommissarisch.  Am 26. Februar 1930 wurde er mit einer Mehrheit von 47 zu vier Stimmen offiziell vom Rat der Stadt zum neuen Stadtoberhaupt gewählt.
Als Oberbürgermeister amtierte Alfred Schmidt drei Jahre. Im Zuge der Gleichschaltung der deutschen Beamtenschaft wurde er 1933 zwangsweise in den Ruhestand versetzt. Als Pensionär lebte er noch einige Jahre in Mülheim, bevor er 1936 nach Bayerisch Gmain verzog. Als Major im Wehrbezirkskommando in Bad Reichenhall wurde er von 1938 bis 1945 noch einmal aktiviert.
Er starb nach kurzer schwerer Krankheit 1956 in Bad Reichenhall.